# 酒井克己
酒井 克己（さかい かつゆき）は、日本のフィギュアスケート選手（男子シングル）。愛知県出身。1949年全日本フィギュアスケート選手権優勝。

## 経歴
1938年、全日本ジュニア選手権に出場し2位に入る。
1940年、全日本選手権に出場し、有坂隆祐に続き2位に入る。その後、1949年の全日本選手権で優勝を果たす。
1950年、国民体育大会に愛知県代表として出場し、一般男子で優勝。同大会で愛知県が優勝するのは初であった。その後、1952年の国体でも2度目の優勝を果たす。

## 主な戦績
| 大会/年              | 1938-39 | 1939-40 | 1940-41 | 1949-50 | 1950-51 | 1951-52 |
| -------------------- | ------- | ------- | ------- | ------- | ------- | ------- |
| 全日本選手権         |         |         | 2       | 1       |         |         |
| 全日本ジュニア選手権 | 2       |         |         |         |         |         |
| 国民体育大会         |         |         |         | 1       |         | 1       |